# Facetas Televisión
Facetas Televisión es un canal de televisión por suscripción boliviano especializado en deporte.

## Historia
En 2007, Fernando Nürnberg Zambrana (creador de los programas Facetas Deportivas y GOL) realizó una inversión para lanzar un canal propio, a través de Cotas Cable.

### STREAM MEDIA Y SU UNIDAD DE NEGOCIOS
STREAM MEDIA es una empresa propietaria de Facetas TV y del programa Facetas Deportivas.
La empresa previamente se denominaba Aries Producciones y cambió nombre de razón social desde el 2020